# Wahl zum Repräsentantenrat im Irak 2018
Die Wahl zum Repräsentantenrat im Irak 2018 fand am 12. Mai 2018 statt. Es war die vierte Parlamentswahl seit dem Sturz Saddam Husseins, die zweite seit dem Abzug der US-amerikanischen Truppen Ende 2011 und die erste seit der Rückeroberung weiter Teile des Staatsgebietes von der Terrororganisation Islamischer Staat (IS) bis Ende 2017.

## Kandidaten

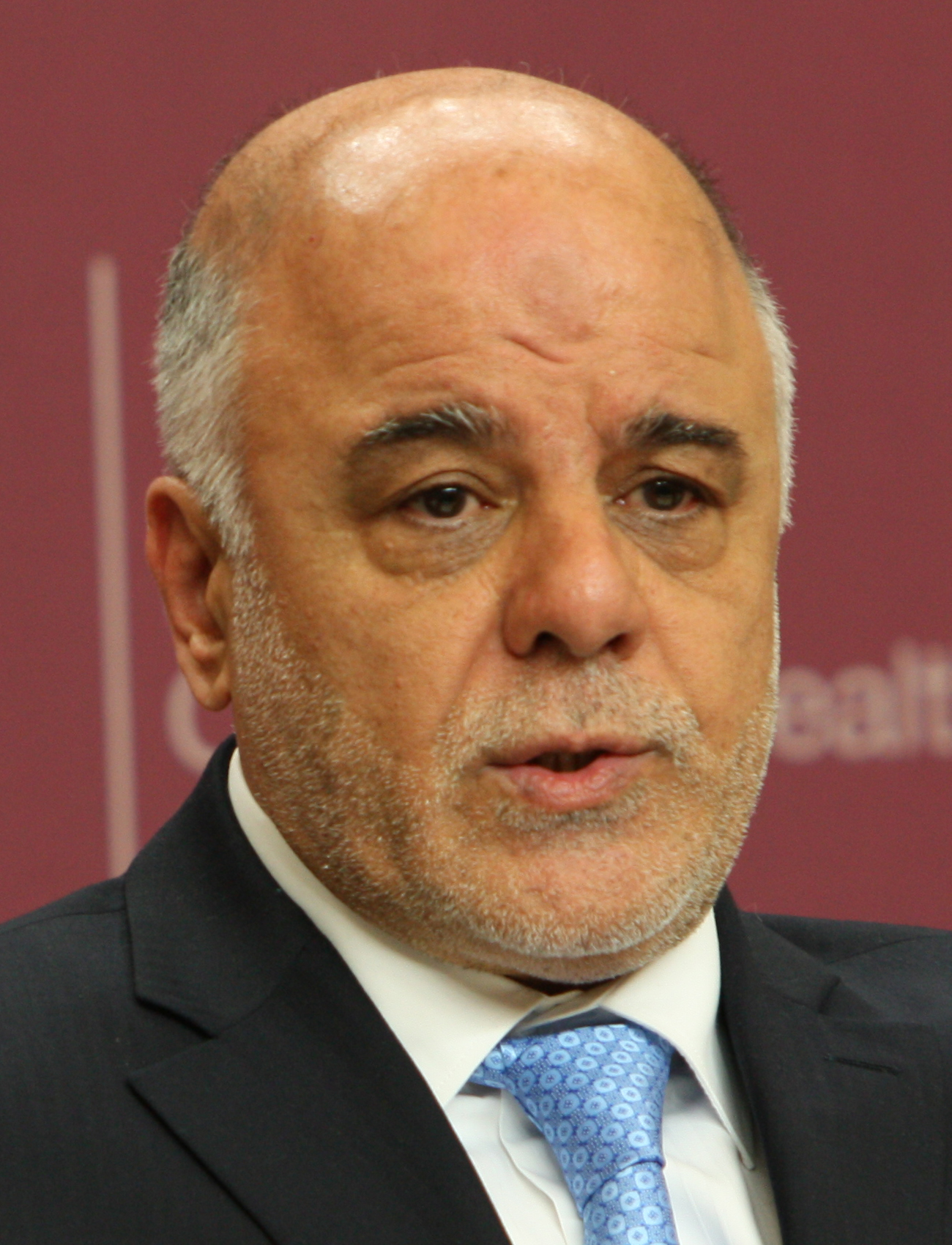
Ministerpräsident Haider al-Abadi (2015)

Um die 329 Abgeordnetenmandate bewarben sich knapp 7000 Kandidaten, etwa 2000 von ihnen Frauen. Insgesamt traten 87 Parteilisten zur Wahl an.
Erstmals zur Wahl trat die al-Haschd asch-Schaʿbī (PMF, Volksmobilmachung) an, die als Zusammenschluss schiitischer Milizen, ebenso wie die Islamische Dawa-Partei unter Ministerpräsident Haider al-Abadi, vom benachbarten Iran unterstützt wird.

## Verlauf
Die Wahl fand unter großen Sicherheitsvorkehrungen statt. Am Wahltag waren Anschläge befürchtet worden. Beim Angriff eines Wahllokals in der Ortschaft Abu Sina im Gouvernement Diyala mit Raketen und Granaten wurden laut Armeeangaben mindestens ein Polizist getötet und fünf weitere verletzt.

## Wahlergebnis

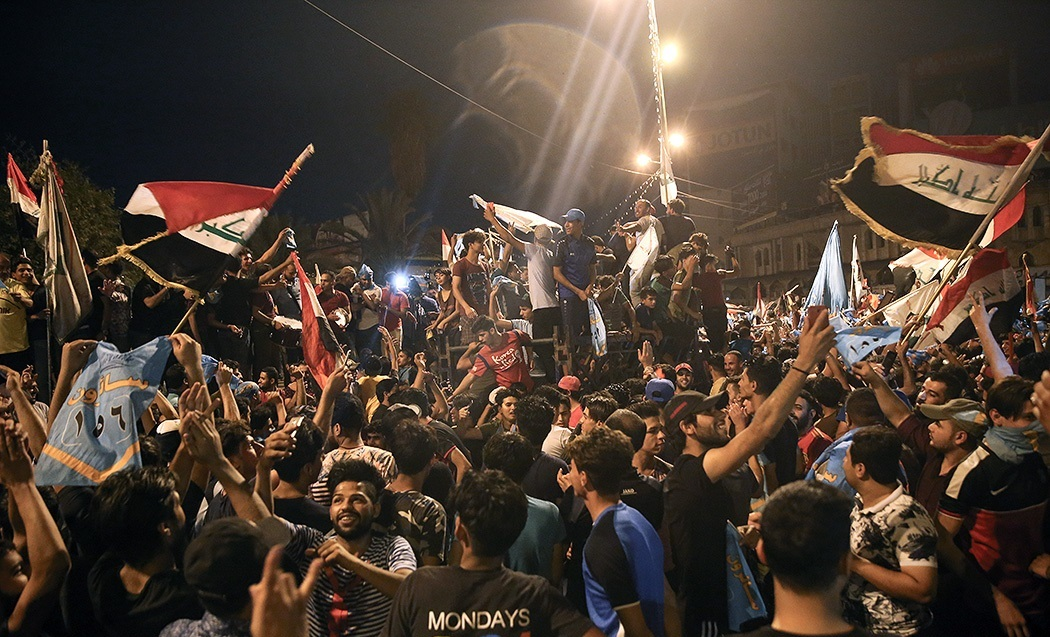
Anhänger as-Sadrs nach Mitteilung des vorläufigen Wahlergebnisses

Nach vorläufigen Ergebnissen erhielt das Wahlbündnis „Sairun“, bestehend aus der nationalistischen Bewegung des schiitischen Geistlichen Muqtada as-Sadr (der selbst nicht zur Wahl antrat) sowie säkularer Kräfte (u. a. Irakische Kommunistische Partei, IKP), die meisten Stimmen vor dem Bündnis „Fateh“ (Eroberung) unter der Führung der Volksmobilmachung (PMF). Ministerpräsident Abadis Bündnis „Nasr“ (Sieg) belegte demnach den dritten Rang. As-Sadrs Bündnis verlangt eine Regierung von Technokraten, in der Posten nach Fähigkeit und nicht nach Zugehörigkeit zu einer religiösen Gruppe oder nach politischen Loyalitäten vergeben werden.
Aufgrund von Berichten über Unregelmäßigkeiten beschloss das Parlament die komplette Neuauszählung.